# Институт математики и механики НАНА
Институт математики и механики НАН Азербайджана (азерб. Riyaziyyat və Mexanika İnstitutu) — научно-исследовательский институт, входящий в структуру отделения физико-математических и технических наук Национальной академии наук Азербайджана.

## Общие сведения
Институт математики и механики создан в 1959 году на базе отделения физико-математического института Академии Наук Азербайджанской ССР. 
Целью создания института являлось развитие механико-математических наук. Основной базой института стал образованный в 1945 году при создании Академии наук Азербайджана сектор математики Института физики и математики. 
Многие работники Азербайджанского государственного университета и Азербайджанского педагогического института числились совместителями в Институте физики и математики и вели научную работу по традиционным направлениям. 
В 1950—1957 годах Институтом физики и математики руководил З. И. Халилов. Он же возглавил созданный в 1959 году Институт математики и механики. Заместителем директора стал к.ф.-м.н. Г. Н. Агаев, учёным секретарём — Ю. И. Домшлак.
При создании института в его структуре были образованы следующие отделы и лаборатории: отдел функционального анализа (руководитель — академик З. И. Халилов), отдел теории функций (руководитель — академик И. И. Ибрагимов), отдел дифференциальных уравнений (руководитель — к.ф.-м.н. Г. Н. Агаев), отдел интегральных уравнений (к. ф.-м.н. Ш. И. Векилов), отдел приближённого анализа (к. ф.-м.н. А. С. Джафаров), отдел теории упругости (д.ф.-м.н. Ю. А. Амензаде), лаборатория динамической прочности (к.ф.-м.н. К. А. Керимов), вычислительный центр (к.ф.-м.н. С. А. Алескеров). 
В 1960 году вычислительный центр отделился от института и стал самостоятельным институтом Академии Наук. Через некоторое время на основе данного центра был создан Институт кибернетики. 
При создании Института в его штате было 3 доктора физико-математических наук. Главной целью деятельности института стала кроме развития науки также подготовка научных кадров в области математики и механики.
Созданию научной школы по механике и математике, а так же развитию института математики и механики и подготовке высококвалифицированных научных работников способствовали учёные М. В. Келдыш, М. А. Лаврентьев, Н. И. Мусхелишвили, И. Г. Петровский, С. Л. Соболев, С. Н. Бернштейн, А. И. Мальцев, А.Н. Тихонов, А. О. Гельфонд. 
Благодаря усилиям этих учёных было подготовлено немало аспирантов и докторов наук. Начиная с середины 1970-х годов институт математики и механики превращается в один из передовых научных центров СССР. Научная деятельность Института была тесно связана с развитием новых областей механико-математической науки. К 8 отделам и лабораториям, существовавшим на момент создания института, были добавлены новые научные отделы. Среди них: отдел алгебры и математической логики, отдел уравнений математической физики, отдел математического анализа, отдел негармонического анализа, отдел теории ползучести, отдел вычислительной математики и информатики, отдел механики жидкости и газа, отдел прикладной математики. 
В 1978 году в институте математики и механики создано специальное конструкторское бюро с целью реализации внедрений в народное хозяйство. Бюро проработало до 2001 года. Более 60 работ было внедрено в народное хозяйство.
В настоящее время в Институте работают 222 сотрудника. Из них доктора наук по математике — 39, доктора философии по математике − 68, сотрудники без учёной степени — 21. Общее количество научных сотрудников составляет 128 человек. Отделы, занимающиеся научной деятельностью — 14, технические отделы — 1, другие отделы — 7.
В течение 50 лет учёные Института издали более 8700 статей, 77 монографий, десятки научно-популярных статей.
Институт подготовил 67 докторов наук, 215 кандидатов наук, которые работают как в университетах страны, так и за рубежом. 
Начиная с 2001 года учёные института принимали участие во многих международных грантах, включая гранты научного комитета НАТО, гранты фонда национальных исследований и разработок США, Американо-Русско-Азербайджанского совместного гранта, гранты INTAS, гранты фонда развития науки при Президенте Азербайджана, гранты TÜBİTAK, гранты ГНКАР.
Институтом издаются журналы «Новости НАНА. Выпуск по математике», «Новости НАНА. Выпуск по механике», «Proceedings», «Azerbaijan Journal of Mathematics».

## Структура
В Институт входят следующие отделы:
- Отдел функционального анализа
- Отдел математического анализа
- Отдел теории функций
- Отдел дифференциальных уравнений
- Отдел уравнений математической физики
- Отдел негармонического анализа
- Отдел теории упругости и пластичности
- Отдел волновой динамики
- Отдел теории ползучести
- Отдел механики жидкости и газа
- Отдел компьютерных технологий и математической статистики
- Отдел алгебры и математической логики
- Отдел прикладной математики
- Отдел оптимизации управлений
- Лаборатория обработки математических данных

В Институте действует научный совет, диссертационный совет.

## Руководители
- Захид Халилов (1959)
- Ибрагим Ибрагимов (1959—1963)
- Гашим Агаев (1963—1967)
- Захид Халилов (1967—1974)
- Фарамаз Максудов (1974—2000)
- Ильхам Мамедов[азерб.] (2000—2004).
- Акиф Гаджиев (апрель 2004 — май 2013)
- Мисир Марданов (с мая 2013)

## Основные направления деятельности

### В области математики
- Гармонический и негармонический анализ
- Спектральная и качественная теория дифференциальных уравнений
- Оптимальное управление, Алгебра и математическая логика
- Дисциплинарный расчёт вычислительно-информационных технологий
- История науки и техники

### В области механики
- Теоретические и прикладные проблемы механики деформируемого твёрдого тела, механики жидкости и газа

## Основные научные результаты
- В области гармонического и негармонического анализа: решена известная в теории спектральных операторов задача Костюченко, разработаны методы формирования фреймов и новых базисов в теории аппроксимации, получены абстрактные аналоги синусов, косинусов известной теоремы Кадетса, введено новое понятие µ-статистической сходимости. Доказана ограниченность важных в гармоническом анализе линейных и нелинейных операторов в пространствах Лебега с различной переменной степенью, локальных пространствах типа Мори и функциональных пространствах Банаха
- В области оптимального управления: с целью исследования широкого класса экстремальных задач практической значимости даны новые понятия и с их помощью получены более сильные необходимые условия оптимальности. Рассмотрена оптимальная задача управления с запаздыванием в управляющей функции и впервые для оптимальности частного управления была доказана последовательность новых необходимых условий высокого уровня, типа равенства и матричного импульса, Копо-Моера, рекуррентной форме Келли
- В области механики жидкости и газа: разработаны методы корректировки и исследованы нестационарные случаи теснения и фильтрации флюидов в неоднородной пористой среде
- Изучение математических и логических трудов Насир ад-Дина Туси

Благодаря научной деятельности сотрудников института  были получены результаты по основным научным направлениям:
- Общие советы для решения различных уравнений функционального анализа; устойчивости решения операторных уравнений; спектральный анализ оператора Штурма-Лиувиля и решение обратной задачи двух спектров; решение обратной задачи для системы типа Дирака, прямые и обратные задачи теории рассеяния и спектрального анализа по ряду уравнений математической физики; полнота, базисность, вопросы минимальности; расширенные теоремы для специальных и связанных функций
- Интерполяция функций в теории функций, полнота системы аналитических функций, последовательная сходимость линейно-положительных операторов, рациональных функций, функций с полиномами; экстремальные свойства целых функций; уравнения типа Бернштейна- Никольского в классе множества полных функций; сходимость комбинаций малочисленных переменных функций
- Существование решения смешанных задач и задачи Коши для дифференциальных уравнений и по множеству уравнений математической физики; единственность и асимптотика решений; глобальное и локальное решение задачи Коши для гиперболических и параболических уравнений; полнота половины специальных и сопряжённых функций некоторых простых производных операторов ;регулярность решения широкого класса эллиптических и параболических уравнений, качество теории дифференциальных уравнений
- Дифференциальные свойства многомерного интегрального сингулярного символа Кальдерона-Зигмунда в математическом анализе; мультипликаторы рядов Фурье в сферических гармониках; теоремы вложения; многомерные евклидовы пространства, а также теоремы ограничения интегральных операторов в определённых интергруппах
- Решение проблемы Т.Эванса о неразложимых в пересечение полугрупповых многообразиях, решение когерентной проблемы Мак — Лейна в теории категорий. Решение задачи Костюченко известной в теории спектральных операторов для негармонического анализа; аналоги известной теоремы «1/4 — Кадетса»; неравенства типа Хаусдорфа-Юнга и Пели для двойных систем экспонент с комплексными коэффициентами; банаховы аналоги классической теоремы Лакс- Милграма
- Разработана теория устойчивости упругопластических элементов конструкций, имеющих начальные напряжения. Построена методика расчёта на устойчивость и колебание ортотропно неоднородных пластин и оболочек с учётом влияния различных видов основания. Подробно исследованы задачи оптимизации для круговых и кольцевых пластин
- Оригинальные и эффективные методы определения динамических свойств упруго- пластических материалов, подвергнутых удару в волновой динамике, разработана динамическая теория нитей, мембран и сетей
- Деформирование и разрушение конструкций из упруго-пластических, упруговязкопластических материалов; метод позволяющий определить время и место коррозионного разрушения
- Теория устойчивости конструкций упруго- пластических элементов в жидкости, механике газа и теории пластичности